# Idun Reiten
Pour les articles homonymes, voir Reiten.
Idun Reiten, née le 1er janvier 1942 et morte le 19 août 2025, est une mathématicienne et professeure émérite norvégienne. Ses travaux portent sur la théorie des représentations, sur l'algèbre commutative et les anneaux artiniens. Ses recherches avec Maurice Auslander ont fait naître un champ d'étude sur les algèbres artiniennes connu sous le nom de théorie d'Auslander-Reiten.
Après un doctorat effectué en 1971 à l'université de l'Illinois à Urbana-Champaign, elle est nommée professeure en 1982 à l'université de Trondheim devenue l'université norvégienne de sciences et de technologie.

## Prix et distinctions
- Commandeur de l'ordre de Saint-Olaf

Elle est membre de l'académie norvégienne des sciences et des lettres, de la Société royale des lettres et des sciences de Norvège, de l'Academia Europaea et de l'American Mathematical Society depuis 2012. En 2014, Elle est nommée commandeur de l'Ordre de Saint-Olaf pour ses travaux en mathématiques.
En 1998, elle est conférencière invitée lors du congrès international des mathématiciens à Berlin avec une conférence intitulée Tilting theory and quasitilted algebras, puis elle donne une conférence plénière sur les Cluster categories en 2010 à celui d'Hyderabad.[réf. nécessaire]

## Publications
- avec Bernhard Keller : « Cluster-tilted algebras are Gorenstein and stably Calabi-Yau », Advances in Mathematics, vol. 211, 2007, p. 123-151[4]
- avec Maurice Auslander et Sverre O. Smalø: Representation theory of Artin algebras, Cambridge Studies in Advanced Mathematics, 36, Cambridge University Press, 1997
- The use of almost split sequences in the representation theory of Artin algebras, in: Representations of algebras (Puebla, 1980), Lecture Notes in Math. 944, Springer-Verlag, 1982, S. 29–104
- avec Maurice Auslander: Representation theory of Artin algebras. III. Almost split sequences, Communications in Algebra, vol 3, 1975, S. 239–294
- avec Aslak Buan, Robert Marsh, Markus Reineke, Gordona Todorov: Tilting theory and cluster combinatorics, Adv. Math. 204 (2006), 572-618